# A Misplaced Foot
A Misplaced Foot é um filme de comédia curto dos Estados Unidos de 1914, estrelando Fatty Arbuckle, Mabel Normand e Minta Durfee. O filme foi dirigido por Wilfred Lucas e produzido por Mack Sennett.

## Elenco
- Mabel Normand ... Mabel
- Fatty Arbuckle ... Fatty
- Minta Durfee